# 三号爆弹
三号爆弹，是第二次世界大戰日本海軍發展的炸彈，由横须贺航空技术厂研发、制造，是集束炸彈的一種。主要用於攻击最好无战斗机掩护的敌方大型机编队。三号爆弹重量約30公斤，杀伤范围直径约200米，高度50到70米的空间。

## 概述
1943年12月7日，由驻拉包尔的日本海军航空兵第二零一空的8架零式战斗机进行试验攻击以测试武器（4架各挂载2枚三号爆弹，4架观察战果），4机在美机撤退中发起进攻，共击落近30架B24，其中，第一架飞机（由岩本彻三驾驶）击落16架，其他三机共击落约14架。因首次攻击效果显著，后在全军推广使用。
载有三号爆弹的战机在敌机上空投下，爆弹被投下后定时激发装置启动，数秒后引信被点燃，约72块小型燃烧弹爆炸，碎片横飞，以起到击落，威慑敌机的效果。然而实际使用效果不明显，难度大，比机枪更难操作，而且没有瞄准器，仅有经验丰富的飞行员能击中目标。
投弹前和敌人保持1000米的高度差，当飞机靠近敌机正上方时，立刻垂直俯冲，在敌人前方1000米，高度差600米时投下炸弹，随后飞机从下方撤退。炸弹投下期间，敌机会前进1000米，炸弹会在敌机上空约50米处爆炸。

## 評價
日军飞行员评价為难操作，但一旦在敌机编队中爆炸效果极好。投弹前需冲过敌轰炸机上方的护航战斗机。美军官方评价為「未对美军飞机造成影响」。
日军有经验的飞行员能够利用此武器对美军机群造成极大的伤害，但此武器在1943年末才列装日军，此时日军经验丰富的飞行员数量少，未能对美军造成实质性威胁。